# 1991年の政治
1991年の政治（1991ねんのせいじ）では、1991年（平成3年）の政治分野に関する出来事について記述する。

## できごと

### 1月
- 1月13日
  - リトアニアにソビエト連邦が軍事介入（血の日曜日事件）。
  - ポルトガル共和国の大統領選挙の投開票。現職のマリオ・スアレス大統領が再選
- 1月17日
  - 多国籍軍のイラク空爆開始により湾岸戦争勃発。
  - オーラヴ5世の崩御によりハーラル5世がノルウェー国王に即位。

### 2月
- 2月3日 - イタリア共産党（PCI）が、党名を左翼民主党（PDS）に改称し社会民主主義政党へ移行。西欧最大だった共産主義政党が消滅する。
- 2月23日 - 皇太子徳仁親王、立太子の礼。
- 2月27日 - 多国籍軍、クウェート解放。

### 4月
- 4月1日 - 東京都庁が千代田区丸の内から新宿区西新宿に移転し、新東京都庁舎開庁。
- 4月6日 - イラク、国連安保理の停戦勧告を受諾（11日発効）。
- 4月9日 - グルジアが独立を宣言。
- 4月16日 - ミハイル・ゴルバチョフソ連大統領訪日（～4月19日）。
- 4月26日 - 海上自衛隊のペルシャ湾掃海派遣部隊が出発（自衛隊初の海外派遣）。
- 第12回統一地方選挙

4月7日：都道府県知事選挙、政令指定市長選挙、道府県議会選挙、指定市議会選挙の投票日。
4月21日：東京都特別区長選挙、一般市町村長選挙、特別区議会選挙、市町村議会選挙の投票日。

### 5月
- 5月14日 - 毛沢東夫人・江青が自殺。
- 5月17日 - タイ王国で軍部が民主化デモを鎮圧（暗黒の5月事件）。
- 5月18日 - ソマリア北部がソマリランドとして独立を宣言。
- 5月21日 - ラジーヴ・ガンディー元インド首相暗殺。

### 6月
- 6月10日 - ポルトガル共和国議会選挙、与党である中道右派政党の社会民主党が大勝。
- 6月17日 - 南アフリカ共和国議会で人口登録法廃止法案が可決。アパルトヘイトが終結。
- 6月20日 - ドイツ、ベルリンへの首都移転決定。
- 6月25日 - スロベニアとクロアチア、ユーゴスラビアより独立宣言（9月8日、マケドニア共和国独立宣言）。
- 6月27日 - スロベニア、十日間戦争勃発（7月8日終結、スロベニア勝利宣言）。
- 6月28日 - 経済相互援助会議（コメコン）解散。

### 7月
- 7月1日 - ワルシャワ条約機構解体。

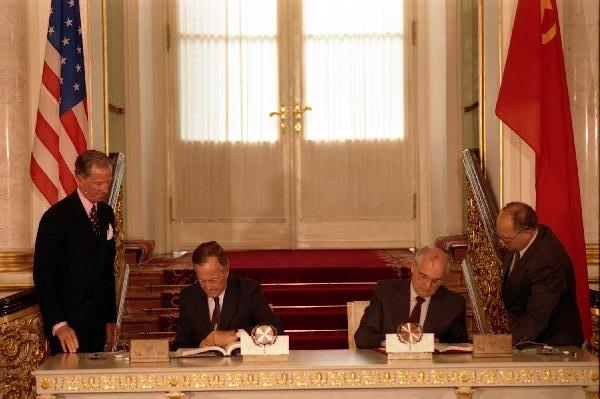
1991年7月31日、第一次戦略兵器削減条約（START I）に合意し署名するジョージ・H・W・ブッシュ米国大統領（左）とミハイル・ゴルバチョフソ連大統領。

- 7月15日 - ロンドンサミット開幕（～7月17日）。
- 7月31日 - ジョージ・H・W・ブッシュ米国大統領とミハイル・ゴルバチョフソ連大統領、第一次戦略兵器削減条約（START I）に調印。
- 7月31日 - この年の統一地方選挙で日本社会党が敗北した責任をとり、土井たか子委員長・山口鶴男書記長の社会党執行部は敗北の責任により退陣。同日、後任の社会党委員長に田邊誠衆議院議員が就任。

### 8月
- 8月15日 - ソ連共産党、アレクサンドル・ヤコブレフ前大統領上級顧問の党からの除名を決定。
- 8月16日 - ヤコブレフ、ソ連共産党離党を表明。
- 8月19日 - ソ連8月クーデター発生。ゴルバチョフ大統領軟禁（21日、クーデター失敗）。
- 8月25日 - 白ロシア共和国独立承認。

### 9月
- 9月1日 - 埼玉県入間郡鶴ヶ島町が市制施行、鶴ヶ島市に。
- 9月6日 - ソビエト連邦、バルト三国の独立承認。
- 9月9日 - タジキスタンがソビエト連邦から独立。
- 9月11日 - アメリカ海軍の空母インディペンデンス、横須賀港に入港。
- 9月15日 - 白ロシア共和国、国名を正式にベラルーシ共和国に改称。
- 9月17日 - 韓国、北朝鮮が国連に同時加盟、エストニア、ラトビア、リトアニアのバルト三国も国連に加盟。
- 9月22日 - クロアチア、ユーゴスラビア軍と衝突（クロアチア紛争、1995年まで続く）。

### 10月
- 10月3日 - 海部俊樹首相、退陣表明。
- 10月14日 - ミャンマーのアウンサンスーチーにノーベル平和賞。
- 10月23日 - カンボジア和平に関するパリ協定調印。
- 10月27日 - ポーランド議会選挙。

### 11月
- 11月5日 - 宮澤喜一が第78代内閣総理大臣に就任し、宮澤内閣発足。
- 11月24日 - ベルギー議会選挙。
- 11月28日 - 南オセチアがグルジアからの独立を宣言。

### 12月
- 12月8日 - 独立国家共同体 (CIS) の創立宣言、ソ連離脱の合意（ベロヴェーシ合意）。
- 12月25日 - ソビエト連邦崩壊、ゴルバチョフ大統領辞任。
- 12月29日 - 中国が核拡散防止条約の参加を決定。